# Conferencia Episcopal del Uruguay
La Conferencia Episcopal del Uruguay (C.E.U.) es una institución de carácter permanente en la Iglesia Católica del Uruguay. 

## Características
La Conferencia Episcopal constituye una asamblea de los obispos uruguayos que ejercen unidos algunas funciones pastorales respecto de los fieles, para promover iniciativas de orden pastoral que por su naturaleza o dimensiones rebasan los límites diocesanos, y aconsejan una acción conjunta y coordinada de todas las diócesis del país.

## Jurisdicción
Las jurisdicciones eclesiásticas de la Iglesia católica en Uruguay se encuentran organizadas en una provincia eclesiástica, conformada por una arquidiócesis metropolitana y 8 diócesis, cuyos obispos integran la Conferencia Episcopal del Uruguay. El listado de obispos y jurisdicciones se encuentra actualizado al 29 de agosto de 2021.
Provincia eclesiástica de Montevideo
- Arquidiócesis de Montevideo (arzobispo metropolitano cardenal Daniel Fernando Sturla Berhouet)
  - Diócesis de Canelones (obispo Heriberto Bodeant)
  - Diócesis de Florida (obispo Martín Pablo Pérez Scremini)
  - Diócesis de Maldonado-Punta del Este-Minas (obispo Milton Luis Tróccoli Cebedio)
  - Diócesis de Melo (obispo Pablo Jourdán)

- - Diócesis de Mercedes (obispo Luis Eduardo González)

- - Diócesis de Salto (obispo Arturo Fajardo)
  - Diócesis de San José de Mayo (obispo Edgardo Fabián Antúnez)
  - Diócesis de Tacuarembó (obispo Pedro Ignacio Wolcan Olano)

Inmediatamente sujeta a la Santa Sede
- Exarcado apostólico armenio de América Latina y México (su jurisdicción se extiende sobre toda Latinoamérica, excepto Argentina)(exarca apostólico obispo Pablo León Hakimian, eparca de la eparquía armenia de San Gregorio de Narek en Buenos Aires)

En Uruguay los obispos de la arquidiócesis metropolitana y de las 8 diócesis son ordinarios territoriales de rito latino con jurisdicción propia sobre los fieles de las Iglesias orientales católicas, a excepción de los armenios. Dentro de la arquidiócesis de Montevideo existe la parroquia personal Nuestra Señora del Líbano para los fieles de la Iglesia católica maronita.
Los fieles de la Iglesia greco-católica ucraniana integran las jurisdicciones latinas pero están pastoralmente bajo el cuidado de un visitador apostólico para Uruguay, Paraguay, Chile y Venezuela, que es el eparca de la eparquía ucraniana de Santa María del Patrocinio en Buenos Aires, Daniel Kozelinski Netto.
El clero incardinado en la prelatura de la Santa Cruz y Opus Dei depende del vicario regional de la cuasi-región de Uruguay, presbítero Carlos María González Saracho.
El nuncio apostólico en Uruguay es el arzobispo titular de Taborenta Martin Krebs.

## Integración
La Conferencia Episcopal del Uruguay está integrada por 1 arzobispo,  8 obispos, 2 obispos auxiliares y 6 obispos eméritos:

### Arzobispo
- Cardenal Daniel Sturla, arzobispo de Montevideo

### Obispos
- Milton Tróccoli, obispo de Maldonado, Minas, Rocha
- Heriberto Bodeant, obispo de Canelones
- Martín Pérez Scremini, obispo de Florida
- Pablo Jourdan, obispo de Melo
- Carlos Collazzi, obispo de Mercedes
- Arturo Fajardo, obispo de Salto
- Fabian Antunez, obispo de San José de Mayo
- Pedro Wolcan, obispo de Tacuarembó

### Obispos Auxiliares
- Hermes Garin, obispo auxiliar de Canelones

### Obispos Eméritos
- Rodolfo Wirz, obispo emérito de Maldonado - Punta del Este
- Jaime Rafael Fuentes, obispo emérito de Minas
- Pablo Galimberti, obispo emérito de Salto
- Nicolás Cotugno, obispo emérito de Montevideo

- Orlando Romero Cabrera, obispo emérito de Canelones

- Luis del Castillo, obispo emérito de Melo
- Alberto Sanguinetti, Obispo emérito de Canelones